# أنتوني كاليك
أنتوني كاليك (بالإنجليزية: Anthony Kalik)‏ (5 نوفمبر 1997 بأستراليا - ) هو لاعب كرة قدم أسترالي في مركز الوسط. لعب مع سنترال كوست مارينرز وهايدوك سبليت وFFA Centre of Excellence ‏.

## وصلات خارجية
- أنتوني كاليك على موقع قاعدة بيانات كرة القدم.إي يو (الإنجليزية)
- أنتوني كاليك على موقع Soccerway.com (الإنجليزية)
- أنتوني كاليك على موقع عالم كرة القدم.نت (الإنجليزية)